# Діоніджі Теттаманці
Діоніджі Теттаманці (італ. Dionigi Tettamanzi; 14 березня 1934, Ренате, Ломбардія, Королівство Італія — 5 серпня 2017, Тріуджо) — італійський кардинал. Архієпископ Анкони-Озімо з 1 липня 1989 по 6 квітня 1991. Генеральний секретар Італійської єпископської конференції з 14 березня 1991 по 25 травня 1995. Віце-голова Італійської єпископської конференції з 25 травня 1995. Архієпископ Генуї з 20 квітня 1995 по 11 липня 2002 року, архієпископ Мілана з 11 липня 2002 по 28 червня 2011 року. Кардинал-священик з титулом церкви Святих Амвросія і Карла c 21 лютого 1998.